# 김성령
김성령(1967년 2월 8일~)은 대한민국의 배우이다.

## 학력
- 이화여자대학교 사범대학 부속고등학교 졸업
- 인하공업전문대학 전자계산학과 전문학사
- 경희대학교 연극영화학과 학사
- 한국외국어대학교 경영대학원 마케팅학과 경영학 석사

## 출연 작품

### 영화
| 개봉연도 | 제목                      | 역할        | 비고     |
| -------- | ------------------------- | ----------- | -------- |
| 2025년   | 부활남                    | 미주        |          |
| 2024년   | 대가족                    | 방정화      |          |
| 2024년   | 로기완                    | 옥희        |          |
| 2024년   | 원더랜드                  | 길순        | 특별출연 |
| 2020년   | 콜                        | 서연 엄마   |          |
| 2018년   | 독전                      | 오연옥      |          |
| 2018년   | 그것만이 내 세상          | 홍마담      | 특별출연 |
| 2016년   | 당신, 거기 있어줄래요     | 최연아      | 특별출연 |
| 2014년   | 역린                      | 혜경궁 홍씨 |          |
| 2014년   | 표적                      | 정영주      |          |
| 2012년   | 자칼이 온다               | 안젤라      |          |
| 2012년   | 미운 오리 새끼            | 낙만 어머니 | 특별출연 |
| 2012년   | 아부의 왕                 | 예지        |          |
| 2011년   | 의뢰인                    | 사무장      |          |
| 2010년   | 포화속으로                | 장범 어머니 | 특별출연 |
| 2010년   | 방자전                    | 월매        |          |
| 2008년   | 울학교 이티               | 이사장      |          |
| 2007년   | 궁녀                      | 감찰 상궁   |          |
| 2007년   | 가면                      | 이혜서      | 우정출연 |
| 1992년   | 숲속의 방                 | 미양        |          |
| 1991년   | 누가 용의 발톱을 보았는가 | 지원        |          |

### 드라마
| 방영 연도 | 방송사     | 제목                                          | 역할              | 비고      |
| --------- | ---------- | --------------------------------------------- | ----------------- | --------- |
| 2025년    | tvN        | 금주를 부탁해                                 | 김광옥            | 12부작    |
| 2025년    | Netflix    | 폭싹 속았수다                                 | 정미인            | 특별출연  |
| 2024년    | JTBC       | 정숙한 세일즈                                 | 오금희            |           |
| 2024년    | Netflix    | 아무도 없는 숲속에서                          | 이성란            | 특별출연  |
| 2023년    | Netflix    | 연애대전                                      | 최수진            | 특별출연  |
| 2022년    | tvN        | 킬힐                                          | 배옥선            |           |
| 2021년    | Wavve      | 이렇게 된 이상 청와대로 간다                  | 이정은            |           |
| 2018년    | KBS2       | 너도 인간이니?                                | 오로라            |           |
| 2018년    | JTBC       | 뷰티 인사이드                                 | 한세계            | 특별출연  |
| 2016년    | SBS        | 푸른 바다의 전설                              | 장진옥            |           |
| 2016년    | SBS        | 미세스 캅 2                                   | 고윤정            |           |
| 2015년    | MBC        | 여왕의 꽃                                     | 레나 정 / 정은혜  |           |
| 2013년    | SBS        | 상속자들 - 왕관을 쓰려는 자, 그 무게를 견뎌라 | 한기애            |           |
| 2013년    | SBS        | 야왕                                          | 백도경            |           |
| 2012년    | SBS        | 추적자 THE CHASER                             | 서지수            |           |
| 2012년    | JTBC       | 신드롬                                        | 오은희            |           |
| 2012년    | MBC EVERY1 | 할 수 있는 자가 구하라                        | 김성령            |           |
| 2011년    | JTBC       | 빠담빠담... 그와 그녀의 심장박동 소리         | 윤미혜            |           |
| 2011년    | MBN        | 왓츠업                                        | 하인영            |           |
| 2010년    | MBC        | 폭풍의 연인                                   | 채우희            |           |
| 2010년    | SBS        | 이웃집 웬수                                   | 강미진            |           |
| 2009년    | SBS        | 미남이시네요                                  | 모화란            |           |
| 2009년    | MBC        | 혼                                            | 하나, 두나의 엄마 |           |
| 2009년    | SBS        | 자명고                                        | 모하소            |           |
| 2008년    | SBS        | 일지매                                        | 단이              |           |
| 2008년    | KBS1       | 대왕 세종                                     | 효빈 김씨         |           |
| 2007년    | SBS        | 완벽한 이웃을 만나는 법                       | 정미희            |           |
| 2007년    | SBS        | 사랑하기 좋은 날                              | 김효진            |           |
| 2007년    | KBS1       | 산 너머 남촌에는                              | 전세경            | 특별출연  |
| 2006년    | SBS        | 내 사랑 달자씨                                | 강난희            |           |
| 2005년    | KBS2       | 걱정하지마                                    | 조미연            |           |
| 2004년    | EBS        | 명동백작                                      | 김현경            |           |
| 2004년    | MBC        | 베스트극장 - 완벽한 룸메이트                  | 이수정            |           |
| 2004년    | SBS        | 파란만장 미스김 10억 만들기                   | 서우경            |           |
| 2004년    | MBC        | 베스트극장 - 울 엄마는 슈퍼우먼               | 우정              |           |
| 2004년    | MBC        | 한 뼘 드라마 - 눈의 여왕                      | 눈의 여왕         |           |
| 2003년    | SBS        | 이브의 화원                                   | 백지애            |           |
| 2003년    | KBS1       | 무인시대                                      | 무비              |           |
| 2002년    | KBS2       | 드라마시티 - 아줌마밴드 결성사건              | 성미              |           |
| 2001년    | KBS2       | 사랑은 이런거야                               | 안도해            |           |
| 2001년    | KBS2       | 명성황후                                      | 미치코            |           |
| 2000년    | SBS        | 깁스가족                                      | 염경옥            |           |
| 2000년    | KBS2       | 소설 목민심서                                 | 기생 비안         |           |
| 2000년    | MBC        | 베스트극장 - 여름방학                         | 윤수              |           |
| 2000년    | SBS        | 줄리엣의 남자                                 | 양미라            |           |
| 1998년    | KBS2       | 종이학                                        | 강민숙            |           |
| 1998년    | MBC        | 대왕의 길                                     | 화평옹주          |           |
| 1998년    | MBC        | 베스트극장 - 해피엔딩                         |                   |           |
| 1998년    | SBS        | 승부사                                        | 서유리            |           |
| 1998년    | KBS1       | 왕과 비                                       | 폐비 윤씨         |           |
| 1998년    | SBS        | 아주 특별한 여행                              |                   | 설 특집극 |
| 1998년    | SBS        | 순풍산부인과                                  | 김성령            | 단역 출연 |
| 1996년    | KBS2       | 조광조                                        | 경빈 박씨         |           |
| 1996년    | MBC        | 산                                            | 미옥              |           |
| 1993년    | KBS2       | 청춘극장                                      | 오유경            |           |
| 1993년    | MBC        | 폭풍의 계절                                   | 이한숙            |           |
| 1992년    | KBS2       | 해뜰날                                        |                   |           |
| 1992년    | KBS2       | 92' 고래사냥                                  | 춘자              |           |

### 연극
| 연도   | 제목          | 역할                   | 비고 |
| ------ | ------------- | ---------------------- | ---- |
| 2025년 | 로제타        | 로제타                 |      |
| 2019년 | 미저리        | 애니윌크스             |      |
| 2014년 | 미스 프랑스   | 플레르, 마르틴, 사만다 |      |
| 2007년 | 멜로드라마    | 강유경                 |      |
| 2005년 | 여자 아트     | 경숙                   |      |
| 1992년 | 베니스의 상인 | 포셔                   |      |
| 1991년 | 여자의 선택   |                        |      |

## 연기 외 활동

### 텔레비전 프로그램
| 연도          | 방송사   | 제목                                       | 역할      | 비고                                                      |
| ------------- | -------- | ------------------------------------------ | --------- | --------------------------------------------------------- |
| 1988년        | KBS2     | 연예가중계                                 | MC        |                                                           |
| 1991년        | MBC      | 유쾌한 스튜디오                            | MC        |                                                           |
| 1995년        | MBC      | 명사가요 초대석                            | MC        |                                                           |
| 2012년        | KBS2     | 해피투게더 3                               | 게스트    | '아부의 왕' 특집 (253회)                                  |
| 2013년        | Story On | 우먼쇼                                     | MC        |                                                           |
| 2013년        | SBS      | 힐링캠프, 기쁘지 아니한가                  | 게스트    | 김성령 편 (83회)                                          |
| 2014년        | MBC      | 휴먼다큐 사랑 - 날아라 연지                | 내레이션  |                                                           |
| 2014년        | MBC      | 황금어장 - 라디오스타                      | 게스트    | '곱게 늙은 언니들' 특집 (378회)                           |
| 2014년        | MBC      | MBC 방송연예대상                           | MC        | 김성주, 박형식과 공동 진행                                |
| 2014년~2015년 | MBC      | 띠동갑내기 과외하기                        | 고정 출연 | 추석특집 파일럿, 21부작 (2014년 10월 17일~2015년 4월 2일) |
| 2015년        | SBS      | 2015 희망TV SBS                            | MC        | 류수영과 공동 진행                                        |
| 2016년        | KBS1     | 다큐공감 - 마을버스와 세 남자, 세계를 가다 | 내레이션  | 158회                                                     |
| 2016년        | SBS      | 2016 희망TV SBS                            | MC        | 유준상, 김주우 아나운서와 공동 진행                       |
| 2017년        | KBS2     | 해피투게더 3                               | 게스트    | 전설의 조동아리 - 위험한 초대 (502회~503회)               |
| 2018년        | SBS      | 정글의 법칙                                | 게스트    |                                                           |
| 2018년 2020년 | JTBC     | 아는 형님                                  | 게스트    |                                                           |
| 2020년        | tvN      | 나는 살아있다                              | 교육생    |                                                           |
| 2020년        | MBC      | 전지적 참견시점                            | 출연      | 김성령의 시간 역주행                                      |
| 2021년        | SBS LIFE | 평생동안                                   |           |                                                           |
| 2021년        | KBS2     | 옥탑방의 문제아들                          | 게스트    | 이학주와 동반 출연                                        |

### 라디오 프로그램
| 연도   | 방송사 | 제목                          | 역할 | 비고 |
| ------ | ------ | ----------------------------- | ---- | ---- |
| 1993년 | CBS-AM | 박세민과 김성령의 즐거운 오후 | DJ   |      |
| 1995년 | MBC-FM | 김성령의 음악살롱             | DJ   |      |

## 광고
| 연도          | 광고명 |
| ------------- | --- |
| 1990년        | - 미스 미스터 (의류) |
| 1993년        | - LG생활건강 드봉 뜨레아 |
| 1994년        | - (주)대현 페페 |
| 1999년        | - 세종종합건설 유로타운 |
| 2011년        | - 에이본(AVON) (미국 화장품 브랜드) |
| 2012년        | - 에스클래스(S CLASS) (프리미엄 헤어브랜드) |
| 2013년        | - 교원그룹 구몬학습 |
| 2013년        | - 시슬리(Sisley) (프랑스 화장품 브랜드) - (주)LF 닥스골프 (골프웨어)                                                                               |
| 2013년~현재   | - KGC인삼공사 정관장 화애락퀸, 정관장 화애락본 |
| 2014년        | - 슈에무라 얼티메이트 클렌징 오일 - SK텔레콤 광대역 LTE-A X3 (with 김연아, 윤여정, 박성웅, 윤제문) - 파인건설 세종 에비뉴힐 (쇼핑몰)               |
| 2014년~2015년 | - 트리아뷰티 - 스킨 리쥬브네이팅 레이저 (스킨케어 브랜드) - 대상 청정원 카레여왕                                                                   |
| 2014년~2016년 | - 아모레퍼시픽 한방샴푸 려(呂) 자양윤모 탈모방지샴푸 (with 박신혜)                                                                                 |
| 2015년        | - 버거킹 통모짜와퍼 - 한국투자증권 마이스터랩 - 라펠라(LAPERLA) (이태리 토털패션 브랜드)                                                           |
| 2015년~현재   | - 한국미즈노 미즈노 라루즈, 미즈노 라루즈II (골프용품 브랜드) - 돈까스클럽 (패밀리 레스토랑) - (주)세정 웰메이드 데일리스트 (여성 의류)            |
| 2015년~2016년 | - 대성쎌틱 대성보일러 S라인콘덴싱 Iot - 유한킴벌리 크리넥스케어 - 한국로레알 랑콤, 랑콤 2016 러브 유어 에이지 캠페인 (with 한지민, 김자인, 신지아) |
| 2017년~2018년 | - (주)시안 에이스윈도우 - 코웨이 리엔케이 (화장품)                                                                                                 |

## 기타 경력
| 연도        | 홍보대사명 |
| ----------- | --- |
| 2003년~현재 | - 국제구호개발 NGO 플랜코리아 홍보대사 |
| 2013년      | - 2013 핸드메이드코리아페어 홍보대사 (with 언니 김성진) - 국립현대미술관, 조선일보사 주최 '명화를 만나다-한국 근현대 회화 100선' 홍보대사 |
| 2014년      | - 한중교류문화원 홍보대사 |
| 2015년~현재 | - 한국미즈노 홍보대사 |
| 2018년      | - 2018 미스코리아 선발대회 심사위원장 |

## 수상 및 후보
| 연도   | 시상식                                 | 부문                                    | 작품                         | 결과 |
| ------ | -------------------------------------- | --------------------------------------- | ---------------------------- | ---- |
| 1988년 | 제32회 미스코리아                      | 진                                      | 빈칸                         | 수상 |
| 1991년 | 제27회 백상예술대상                    | 영화부문 여자 신인연기상                | 누가 용의 발톱을 보았는가    | 수상 |
| 1991년 | 제2회 이천춘사대상영화제               | 신인여우상                              | 누가 용의 발톱을 보았는가    | 수상 |
| 1991년 | 제29회 대종상                          | 신인여우상                              | 누가 용의 발톱을 보았는가    | 수상 |
| 1993년 | 제14회 청룡영화상                      | 여우조연상                              | 숲속의 방                    | 후보 |
| 1999년 | KBS 연기대상                           | 여자 우수연기상                         | 왕과 비                      | 수상 |
| 2000년 | SBS 연기대상                           | 특별기획부문 여자 우수연기상            | 줄리엣의 남자                | 수상 |
| 2002년 | KBS 연기대상                           | 여자 조연상                             | 명성황후                     | 수상 |
| 2008년 | 제45회 대종상                          | 여우조연상                              | 궁녀                         | 후보 |
| 2008년 | SBS 연기대상                           | 드라마스페셜부문 여자 조연상            | 일지매                       | 후보 |
| 2008년 | KBS 연기대상                           | 여자 조연상                             | 대왕 세종                    | 후보 |
| 2012년 | SBS 연기대상                           | 미니시리즈부문 여자 우수연기상          | 추적자 THE CHASER            | 수상 |
| 2013년 | 제49회 백상예술대상                    | TV부문 여자 최우수연기상                | 야왕                         | 후보 |
| 2013년 | 제2회 에이판 스타 어워즈               | 여자 연기상                             | 야왕                         | 수상 |
| 2013년 | SBS 연기대상                           | 중편드라마부문 여자 특별연기상          | 상속자들                     | 수상 |
| 2014년 | 제23회 부일영화상                      | 여우조연상                              | 표적                         | 후보 |
| 2014년 | 제29회 코리아 베스트드레서 스완 어워즈 | 여자배우부문                            | 빈칸                         | 수상 |
| 2014년 | MBC 연예대상                           | 쇼 버라이어티부문 여자 인기상           | 띠동갑내기 과외하기          | 수상 |
| 2015년 | 제4회 에이판 스타 어워즈               | 장편드라마부문 여자 우수연기상          | 여왕의 꽃                    | 후보 |
| 2015년 | 제35회 황금촬영상                      | 심사위원특별상                          | 빈칸                         | 수상 |
| 2015년 | MBC 연기대상                           | 특별기획부문 여자 최우수연기상          | 여왕의 꽃                    | 후보 |
| 2015년 | MBC 연기대상                           | 10대 스타상                             | 여왕의 꽃                    | 수상 |
| 2016년 | SBS 연기대상                           | 장르·판타지드라마부문 여자 최우수연기상 | 미세스 캅 2                  | 후보 |
| 2016년 | SBS 연기대상                           | 한류스타상                              | 미세스 캅 2                  | 후보 |
| 2016년 | SBS 연기대상                           | 10대 스타상                             | 미세스 캅 2                  | 수상 |
| 2018년 | 제2회 더 서울어워즈                    | 영화부문 여우조연상                     | 독전                         | 후보 |
| 2018년 | KBS 연기대상                           | 여자 조연상                             | 너도 인간이니                | 후보 |
| 2022년 | 제20회 디렉터스 컷 어워즈              | 시리즈부문 올해의 여자배우상            | 이렇게 된 이상 청와대로 간다 | 후보 |
| 2022년 | 제8회 에이판 스타 어워즈               | OTT부문 여자 최우수연기상               | 이렇게 된 이상 청와대로 간다 | 수상 |

## 가족 관계
- 배우자: 이기수
- 장남: 이준호(2001년 8월 16일~)
- 차남: 이찬영(2005년 2월 24일~)
- 동생: 김성경(1972년 2월 15일~)